# Gombe (Repubblica Democratica del Congo)
Gombe è un comune della Repubblica Democratica del Congo, fa parte del distretto di Lukunga situato a nord di Kinshasa, la capitale dello stato.
Il territorio è delimitato a nord dal fiume Congo e a sud dal Boulevard 30 juin.
Oggi è una zona residenziale e un centro d'affari, vi hanno sede diversi edifici governativi come il Palais de la Nation, residenza del Presidente della Repubblica, la Banca centrale del Congo e diversi ministeri e sedi diplomatiche.